# Johan David Åkerblad
Johan David Åkerblad (Stockholm, 6 mei 1763 - Rome, 7 februari 1819) was een Zweeds oriëntalist, archeoloog en diplomaat. 
Hij was een leerling van Antoine-Isaac Silvestre de Sacy, een Frans oriëntalist. Toen Sacy's onderzoek naar de Steen van Rosetta geen enkel resultaat opleverde, nam Åkerblad in 1802 zijn werk over. Binnen twee maanden slaagde hij erin alle eigennamen in de Demotische tekst te identificeren. Hij kon woorden als "grieks", "tempel" en "Egyptische" lezen en vond de juiste klank van 14 van de 29 tekens, maar geloofde ten onrechte dat de Demotische hiërogliefen een volledig alfabet waren. Een van zijn strategieën om het Demotisch met het Koptisch te vergelijken bleek later een sleutel in Champollions uiteindelijke ontcijfering van het hiërogliefenschrift en de oude Egyptische taal.
- Bibsys: 4098543
- Bibliothèque nationale de France: cb12140208r (data)
- Gemeinsame Normdatei: 116274778
- International Standard Name Identifier: 0000 0001 0813 9873
- Library of Congress Control Number: n2012053779
- Nationale Bibliotheek van Israël: 987007479457605171
- Nederlandse Thesaurus van Auteursnamen: 354899309
- Réseau des bibliothèques de Suisse occidentale: 02-A002914080
- Istituto Centrale per il Catalogo Unico: SBLV312605
- LIBRIS: 104042
- Système universitaire de documentation: 029865840
- Virtual International Authority File: 24637340
- WorldCat: E39PBJyX3ppm9w3xjmcBMWwpyd